# ظل الأميرة (رواية)
ظل الأميرة هي رواية للكاتب المغربي مصطفى الحمداوي صدرت سنة 2017 عن دار كتارا للنشر عدد صفحاتها 377 موزعة على 25 فصلا، وقد فازت الرواية بجائزة كتارا سنة 2016 في صنف الروايات الغير منشورة.

## القصة
تدور أحداث الرواية في فترة ما قبل الميلاد أثناء الوجود الروماني في شمال إفريقيا، حول أنير الفتى الأمازيغي الوسيم الذي سيلتقي بسانيس إبنة القائد العسكري اوريليوس سيبيو أثناء مرور الجيش الروماني ببلدة دريو لقمع انتفاضة ثوار مملكة ماسيسيليا الأمازيغية. سانيس التي ستعجب بأنير الذي سيهديها سلة كستناء وفي مقابل هذه الهدية ستدعوه إلى مدية ارتو. بعدها سينتقل أنير رفقة سانيس إلى ارتو بعد إقناع المعلم ماسين لشاب بضرورة مناهضة الاحتلال الروماني مبيننا أن سانيس هي السبيل لذالك. بعد وصول البطل إلى ارتو وبعد جهد وبحث مضنيين سيتمكن من الحصول على عمل في ورشة لصنع الشبابيك الحديدية، وقد تسبب اتقانه لعمله هذا لمتاعب لقائد الحراس الروماني السيد ماريوس الذي سيحاول اغتيال انير، لكنه سيتفادى محاولات الإغتيال، وسيسجن، بعد أن تكون الأميرة سانيس قد رزقت منه إبنا يمثل نور الحرية و الأمل.

## اقتباسات[4]
- "سأرحل يا زهرة الجمر، ولكنني سأبقي الكثير مني هنا!"   ص26
- "هذه المرة ستقول أنك تحبني للمرة الألف؟!"   ص68
- "ألمس لهجة تهديد في كلامك أيها القائد… داوجاب

- إنك لاتلمس، بل إنك تسمع تهديدا حقيقيا… القائد داوجاب لا يمزح، بل لايعرف شيئا إسمه المزاح."   ص78

- "خرجت فقط لأتأمل النجوم… هل تعلمين؟. النجوم ما هي إلى انعكاس للفتيات الجميلات جدا على الأرض".   ص98